# Shahab al-Din Marashi Najafi
Shahab al-Din al-Husayni al-Marashi al-Najafi (arabiska: السيد شهاب الدين الحسيني المرعشي النجفي), född 21 juli 1897 i Najaf, Persien, död 29 augusti 1990, var en framstående shiamuslimsk sayyid, marja' al-taqlid, forskare, historiker och släktforskare. 
Han växte upp i en religiös familj som var känd för sin kunskap och fromhet. Han studerade flera islamiska vetenskaper i den heliga staden Najaf i Irak. Där nådde han snabbt nivån av ijtihad. Senare flyttade han till den heliga staden Qom i Iran för att fortsätta sina studier. Där blev han snabbt en auktoritet och referenspunkt i islamiska regler (marja' al-taqlid). Han ledde de dagliga gruppbönerna i Heliga Fatima Masumas helgedom i mer än ett halvt sekel. Han blev 96 år gammal och dog efter en hjärtattack. I begravningsceremonin deltog miljontals iranska shiiter. I hans testamente står det att han ville bli begravd vid sitt biblioteks ingång så att fötterna tillhörande de som forskar i islamiska vetenskaper ska gå bredvid hans grav. Ayatolla Marashis kända bibliotek har utvecklats med tiden och täcker nu en yta på 21 000 kvadratmeter.